# Nagybajcs

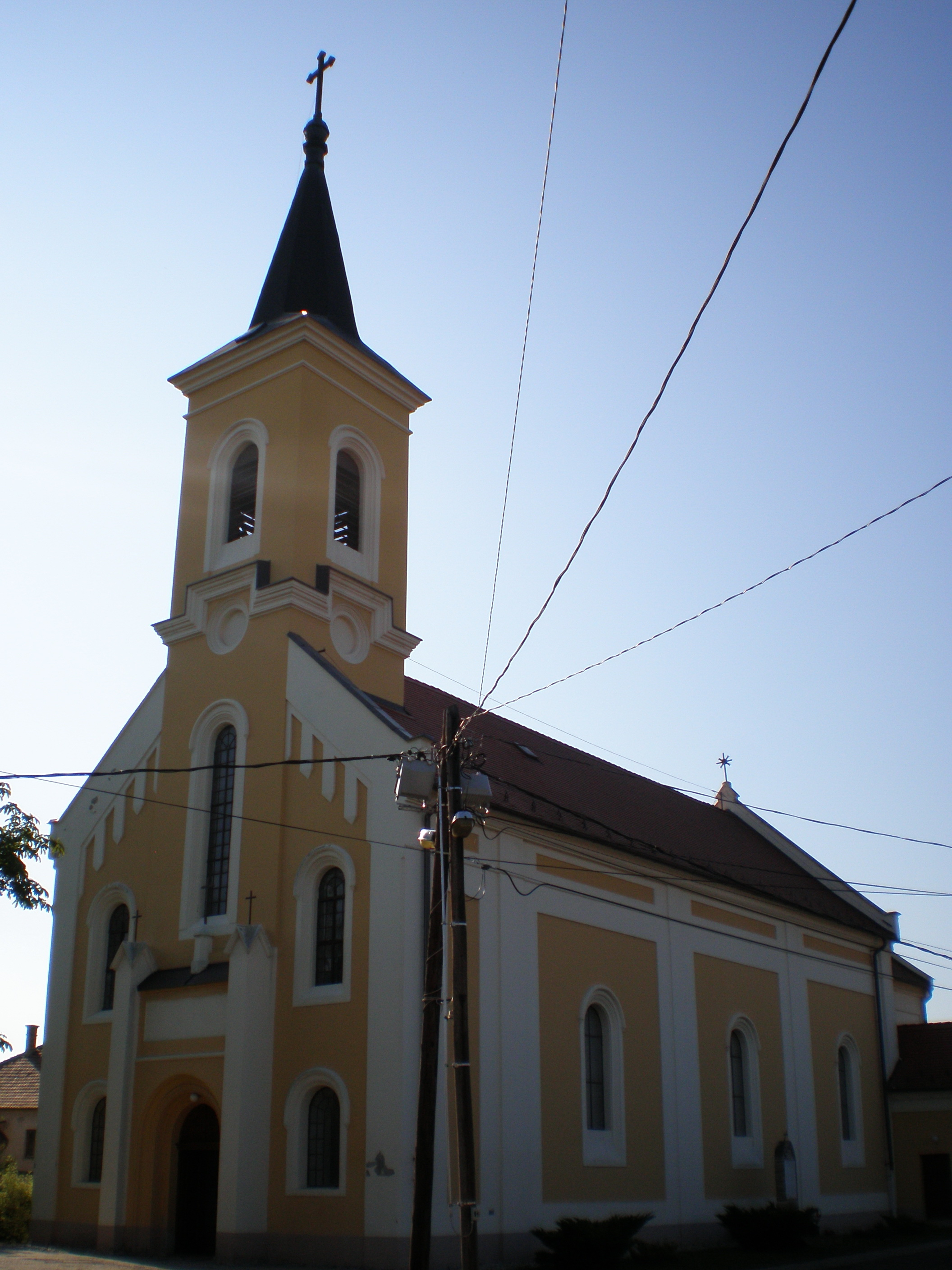
Nagybajcs - templom

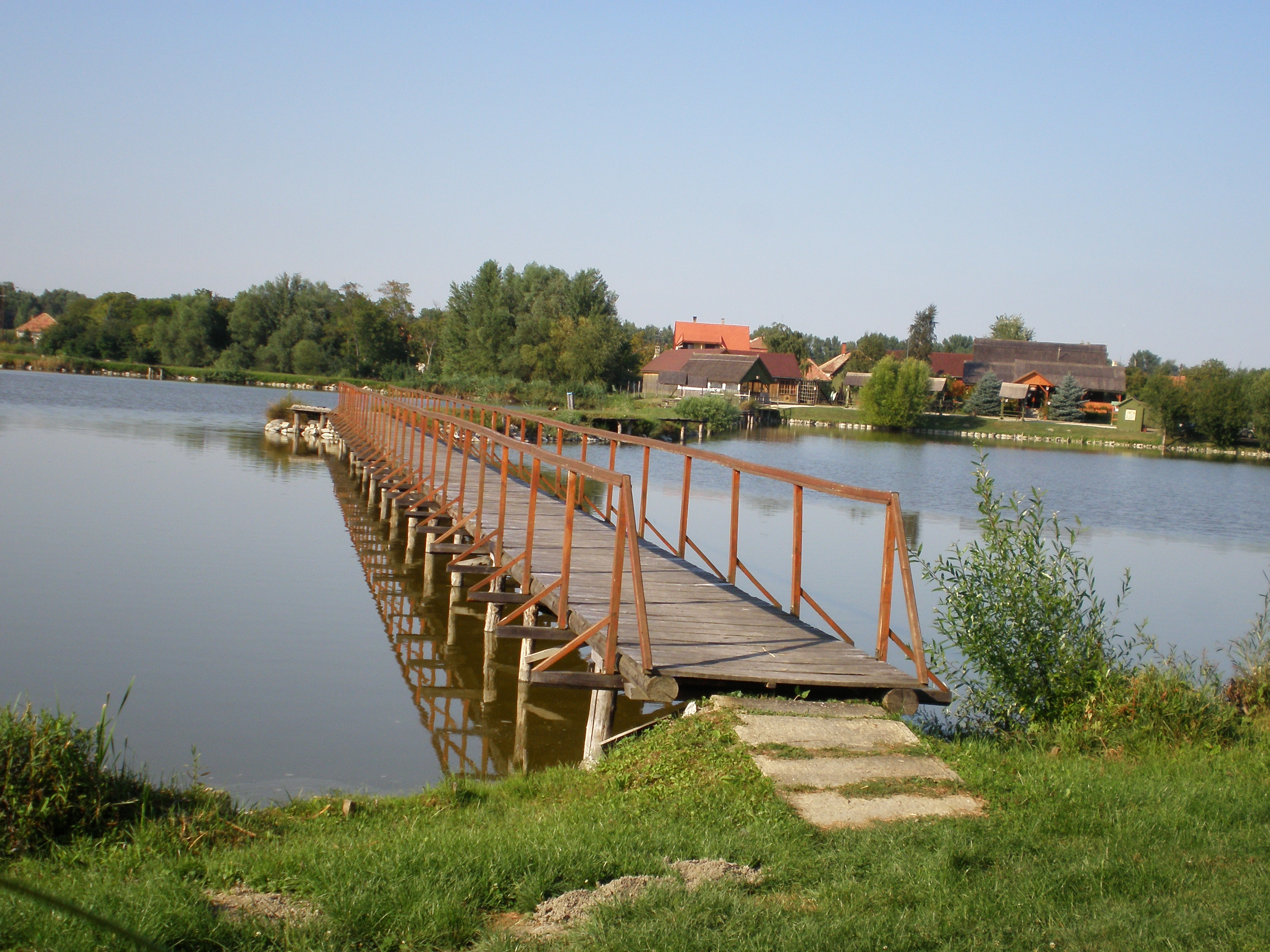
Halastó a falu közepén

Nagybajcs község Győr-Moson-Sopron vármegyében, a Győri járásban.

## Fekvése
A Kisalföld szigetközi részén, Győrtől 12 kilométerre észak-északkeletre, a Duna partján helyezkedik el.

### Megközelítése
A község Győr felől a 14-es főútból, Pataháza városrészben északkelet felé kiágazó, és a Duna töltéséig vezető, közel 9,5 kilométer teljes hosszúságú 1301-es úton érhető el, Bácsa városrészen és Kisbajcson keresztül. A település területén torkollik bele az előbbi útba, Vámosszabadi Győrszabadi településrésze felől az 1303-as út.

## Története
A Nagy-Duna partján fekvő község magja a kora középkorban egy kis halásztelep volt. Első említése Boych írásmóddal 1252-ből származik.  A halászatot – és az aranyászást – később állattenyésztés váltotta fel, most pedig Győr bolygótelepüléseként egyre többen keresik kenyerüket az iparban.
Fényes Elek a Magyarország Geographiai Szótára (1851) című művében az alábbiakat írja Nagybajcsról:
„Nagy-Bajcs, magyar falu Győr vmegyében, szinte a Duna jobb partján, 615 kath., 3 evang., 21 ref., 13 zsidó lak., kath. paroch. szentegyházzal. Határa jó buzát terem; legelője, erdeje, vadja elég a szigetben. Dunamalmok. Halászat. F. u. többen.”
Az 1954-es árvíz a falu nagy részét elpusztította.

## Közélete

### Polgármesterei
- 1990–1994: Csibor László (független)[4]
- 1994–1998: Csibor László (független)[5]
- 1999–2002: Tóth Tibor (független)[6]
- 2002–2006: Huszár Imre (független)[7]
- 2006–2010: Huszár Imre (független)[8]
- 2010–2014: Huszár Imre (független)[9]
- 2014–2016: Balogh Tibor (független)[10]
- 2016–2019: Kulacs Zoltán (független)[11][12]
- 2019–2024: Teilinger Imre (független)[13]
- 2024– : Teilinger Imre (független)[1]

A településen az 1998. október 18-án megtartott önkormányzati választás keretében nem lehetett polgármester-választást tartani, mert a posztra egyetlen ember sem jelöltette magát. Az emiatt szükségessé vált időközi polgármester-választást 1999. május 16-án tartották meg, öt jelölt részvételével.
2016. szeptember 4-én ismét időközi polgármester-választást kellett tartani Nagybajcson, mert a korábbi polgármester 2016. május 8-i hatállyal lemondott posztjáról. A választáson hat jelölt indult, közülük a győztes kerek 200 szavazatot szerzett – majdnem dupláját a második helyezett Teilinger Imre 110-es szavazatszámának –, ez számára 41,67 %-os eredményt jelentett.

## Népesség
A település népességének változása:
| Lakosok száma | 969  | 951  | 977  | 1079 | 1181 | 1188 | 1228 |
|               | 2013 | 2014 | 2015 | 2021 | 2022 | 2023 | 2024 |

A 2011-es népszámlálás során a lakosok 88,7%-a magyarnak, 1,2% németnek, 0,2% románnak, 0,3% szlováknak mondta magát (11,2% nem nyilatkozott; a kettős identitások miatt a végösszeg nagyobb lehet 100%-nál). A vallási megoszlás a következő volt: római katolikus 72,1%, református 2,3%, evangélikus 1%, görögkatolikus 0,1%, felekezeten kívüli 4,8% (19% nem nyilatkozott).
2022-ben a lakosság 93,9%-a vallotta magát magyarnak, 0,8% szlováknak, 0,8% németnek, 0,7% lengyelnek, 0,1% cigánynak, 0,1% románnak, 0,1% horvátnak, 1,7% egyéb, nem hazai nemzetiségűnek (5,9% nem nyilatkozott; a kettős identitások miatt a végösszeg nagyobb lehet 100%-nál). Vallásuk szerint 45% volt római katolikus, 1,7% református, 1,6% evangélikus, 0,3% görög katolikus, 1,4% egyéb keresztény, 1,1% egyéb katolikus, 10% felekezeten kívüli (38,5% nem válaszolt).

## Látnivalók
Római katolikus temploma 1869-ben épült, benne egy művészi kivitelű, nagy értékű, 16. századi Pieta-szoborral. Az egyházi kincsek budapesti gyűjteményes kiállításának ez volt az egyik kiemelkedő darabja.

## Testvértelepülések
- Bajcs, Nyitrai kerület, Felvidék